# Nekrolog 1624
Nekrolog
◄◄
| ◄
| 1620
| 1621
| 1622
| 1623
| 1624 | 1625 | 1626 | 1627 | 1628 | ► | ►►
Weitere Ereignisse | Allgemeiner Nekrolog 1624
Die Beschreibung der verstorbenen Person sollte so kurz wie möglich gehalten sein und nur deren signifikante Tätigkeit(en) enthalten.
Neue Namen ggf. auch unter dem Geburts- und Sterbedatum, also etwa unter 1. Januar und im Geburts- und Sterbejahr (2024) eintragen (nur bei entsprechender großer Wichtigkeit). Für Beispiele siehe die schon vorhandenen Artikel.
Außerdem über die fünf zuletzt Verstorbenen, zu denen es einen ausreichend guten Artikel für eine Präsentation auf der Hauptseite gibt, nach der todesbedingten Überarbeitung der Artikel ggf. auch unter Wikipedia Diskussion:Hauptseite informieren und sie am besten auch in den anderen Wikipedia-Sprachversionen eintragen. Tipp: Regelmäßig bei news.google.de nach „ist tot“, „gestorben“ oder „verstorben“ suchen.
Wenn eine Person gestorben ist, gibt es viele Seiten zu dieser Person in der Wikipedia, die davon auch betroffen sind und entsprechend aktualisiert werden müssen. Beispiele: Namenübersichtsseite, Geburtsjahr, Geburtsort-Seiten und viele mehr.
Wie finde ich die betroffenen Seiten?
Im Suchfeld auf der linken Seite gibt man den Suchbegriff so ein: „Vorname Nachname“. Dann klickt man auf Volltext und alle Seiten mit entsprechendem Suchtext werden aufgerufen. Hier sieht man dann schnell, wo auch das Todesjahr Sinn macht oder sogar ein Teil des Artikels angepasst werden muss. Auch hilft das „Werkzeug“ auf der linken Seite sehr gut, um solche Seiten aufzufinden: „Links auf diese Seite“. Somit ist die Wikipedia wieder aktuell in allen Bereichen! Hinweis: bei Eintragung der Kategorie „Gestorben JAHR“ wird der Missbrauchsfilter 49 ausgelöst, was jedoch nicht schlimm ist. Siehe: Spezial:Missbrauchsfilter/49
Dies ist eine Liste von im Jahr 1624 verstorbenen bekannten Persönlichkeiten. Die Einträge erfolgen innerhalb der einzelnen Daten alphabetisch sortiert. Tiere sind im Nekrolog für Tiere zu finden.

## Januar
| Tag        | Name                        | Beruf, bekannt als                                                                           | Alter | Beleg |
| ---------- | --------------------------- | -------------------------------------------------------------------------------------------- | ----- | ----- |
| 1. Januar  | Juan de Torquemada          | spanischer Franziskaner und Chronist                                                         |       |       |
| 9. Januar  | Georg Diepold von Gemmingen | fürstbischöflich-augsburgischer Pfleger der Herrschaft Schöneck und Statthalter in Dillingen |       |       |
| 17. Januar | Tamás Erdődy                | ungarisch-kroatischer Adliger                                                                |       |       |
| 24. Januar | Martin Becanus              | Jesuit, Kontroverstheologe der Gegenreformation                                              | 61    |       |
| 31. Januar | João Baptista Lavanha       | portugiesischer Mathematiker, Kosmograph und Hochschullehrer                                 |       |       |

## Februar
| Tag         | Name                               | Beruf, bekannt als                                                  | Alter | Beleg |
| ----------- | ---------------------------------- | ------------------------------------------------------------------- | ----- | ----- |
| 4. Februar  | Vicente Espinel                    | spanischer Lyriker und Musiker der Barockzeit                       | 73    |       |
| 6. Februar  | David von Bassewitz                | mecklenburgischer Geheimrat und Hofmeister                          |       |       |
| 7. Februar  | Lucas Beckmann                     | deutscher Rechtswissenschaftler                                     | 52    |       |
| 7. Februar  | Conrad Schäfer                     | Dresdner Ratsherr und Bürgermeister                                 |       |       |
| 10. Februar | Barbara Werdmüller-Wydenmann       | Seidenfabrikantin in Zürich                                         |       |       |
| 12. Februar | George Heriot                      | schottischer Goldschmied                                            |       |       |
| 12. Februar | Siegfried von Kollonitsch          | kaiserlicher Feldmarschall und Förderer der Evangelischen in Ungarn | 51    |       |
| 13. Februar | Stephen Gosson                     | englischer Satiriker                                                | 69    |       |
| 16. Februar | Luis de la Puente                  | Jesuit und Schriftsteller                                           | 69    |       |
| 16. Februar | Ludovic Stewart, 2. Duke of Lennox | schottischer Adliger                                                | 49    |       |
| 17. Februar | Juan de Mariana                    | spanischer Jesuit, Historiker und Staatstheoretiker                 | 87    |       |
| 20. Februar | Domenico Paganelli                 | italienischer Ordensgeistlicher und Architekt                       |       |       |
| 21. Februar | Johann Adolf                       | Herzog von Schleswig-Holstein-Sonderburg-Norburg                    | 47    |       |
| 22. Februar | Diogo Carvalho                     | portugiesischer Jesuit, Missionar und Märtyrer                      |       |       |
| 22. Februar | Heinrich Eckhard                   | deutscher lutherischer Theologe                                     | 43    |       |
| 23. Februar | Peter von Beeck                    | deutscher Geistlicher und Historiker, erster Chronist von Aachen    |       |       |
| 28. Februar | Johann Affelmann                   | deutscher evangelischer Theologe                                    | 35    |       |
| 28. Februar | Clemens Timpler                    | deutscher Philosoph, Metaphysiker, Neuscholastiker                  |       |       |
| Februar     | Johann Christoph Hund von Saulheim | deutscher Adliger, Domherr, Vogt und Oberamtmann                    |       |       |

## März
| Tag      | Name                                 | Beruf, bekannt als                                                    | Alter | Beleg |
| -------- | ------------------------------------ | --------------------------------------------------------------------- | ----- | ----- |
| 2. März  | Johann Georg                         | General und Administrator im Bistum Straßburg, Herzog von Jägerndorf  | 46    |       |
| 6. März  | Petrus Bestenbostel                  | deutscher Jurist                                                      | 51    |       |
| 6. März  | Johannes Pincier                     | deutscher Mediziner und Hochschullehrer                               | ~68   |       |
| 12. März | Lorenz Hörnig                        | deutscher Bildhauer                                                   |       |       |
| 15. März | Ludwig der Jüngere von Anhalt-Köthen | deutscher Prinz, anhaltischer Thronfolger                             | 16    |       |
| 16. März | Hans Bock der Ältere                 | Schweizer Maler                                                       |       |       |
| 17. März | Antonio Caetani                      | italienischer Kardinal und Bischof                                    |       |       |
| 23. März | Samuel Huber                         | lutherischer Theologe                                                 | 76    |       |
| 27. März | Ulrich von Dänemark                  | dänischer Prinz und Administrator der Bistümer Schleswig und Schwerin | 45    |       |
| 28. März | Richard Sackville, 3. Earl of Dorset | englischer Adliger und Staatsmann                                     | 35    |       |

## April
| Tag       | Name                                     | Beruf, bekannt als                                            | Alter | Beleg |
| --------- | ---------------------------------------- | ------------------------------------------------------------- | ----- | ----- |
| 1. April  | Virginio Cesarini                        | italienischer Adliger, Dichter und Freund von Galileo Galilei |       |       |
| 6. April  | Nikolaus von Wolkenstein                 | Bischof von Chiemsee                                          | 37    |       |
| 13. April | Ernst Cothmann                           | deutscher Jurist und Professor der Rechtswissenschaft         | 66    |       |
| 17. April | Matthäus Cuno                            | deutscher Jurist und Hochschullehrer                          | 72    |       |
| 24. April | Francesco Borgani                        | italienischer Maler, Architekt und Restaurator                |       |       |
| 26. April | Jan Jacobsz Bal Huydecoper van Wieringen | Großhandelskaufmann und Regierungsmitglied von Amsterdam      |       |       |

## Mai
| Tag     | Name                           | Beruf, bekannt als                         | Alter | Beleg |
| ------- | ------------------------------ | ------------------------------------------ | ----- | ----- |
| 13. Mai | Alessandro d’Este              | Kardinal der römisch-katholischen Kirche   | 56    |       |
| 16. Mai | Johann Baptist von Katzenstein | Hofkriegsrat und Chorherr von Feuchtwangen |       |       |

## Juni
| Tag      | Name               | Beruf, bekannt als                                                       | Alter | Beleg |
| -------- | ------------------ | ------------------------------------------------------------------------ | ----- | ----- |
| 2. Juni  | Jacques L’Hermite  | niederländischer Admiral und Namensgeber der Isla Hermite nahe Kap Hoorn |       |       |
| 2. Juni  | Jakob Magirus      | deutscher evangelischer Geistlicher und Kirchenlieddichter               | 61    |       |
| 7. Juni  | Giuseppe Biancani  | italienischer Jesuit, Astronom und Mathematiker                          | 58    |       |
| 14. Juni | Itakura Katsushige | japanischer Daimyō                                                       |       |       |
| 23. Juni | Philipp Camerarius | deutscher Rechtsgelehrter und Polyhistor                                 | 87    |       |
| 23. Juni | Quirinus Cubach    | deutscher Historiker, Jurist und Poet                                    |       |       |

## Juli
| Tag      | Name                                | Beruf, bekannt als                                                                                                  | Alter | Beleg |
| -------- | ----------------------------------- | --- | ----- | ----- |
| 1. Juli  | Melchior Schärer                    | deutscher Pfarrer, Komponist und Kalendermacher                                                                     | 60    |       |
| 7. Juli  | Lamoral von Taxis                   | spanisch-niederländischer und kaiserlicher Generalpostmeister                                                       |       |       |
| 7. Juli  | Francesco Villamena                 | italienischer Kupferstecher                                                                                         |       |       |
| 9. Juli  | Martin Kohlsdorf                    | Titularbischof von Nicopolis (Nicopolitanus) und Weihbischof in Breslau sowie Generalvikar des Bischofs von Breslau |       |       |
| 11. Juli | Bernhard Schwarte                   | Opfer der Hexenverfolgungen in Lüdinghausen                                                                         |       |       |
| 13. Juli | Lazarus I. Henckel von Donnersmarck | Bankier und Unternehmer                                                                                             | 72    |       |
| 30. Juli | Bernhardin II. von Herberstein      | Landeshauptmann des Herzogtums Steiermark, Reichsfreiherr zu Neuberg und Gutenhag                                   |       |       |
| 30. Juli | Esmé Stewart, 3. Duke of Lennox     | schottischer Adliger                                                                                                |       |       |
| 31. Juli | Heinrich II.                        | Markgraf von Pont-à-Mousson, Herzog von Lothringen und Bar                                                          | 60    |       |

## August
| Tag        | Name               | Beruf, bekannt als                                                 | Alter | Beleg |
| ---------- | ------------------ | ------------------------------------------------------------------ | ----- | ----- |
| 25. August | Luis Sotelo        | spanischer Franziskaner                                            | 49    |       |
| 26. August | Fukushima Masanori | japanischer Daimyō                                                 |       |       |
| 30. August | Esther Inglis      | schottische Kalligrafin und Buchgestalterin französischer Herkunft |       |       |

## September
| Tag           | Name                             | Beruf, bekannt als                                                         | Alter | Beleg |
| ------------- | -------------------------------- | -------------------------------------------------------------------------- | ----- | ----- |
| 2. September  | Enoch Svantenius                 | deutscher lutherischer Geistlicher                                         |       |       |
| 4. September  | Johannes Mollenbeck              | deutscher Rechtswissenschaftler und Hochschullehrer                        | ~32   |       |
| 9. September  | Andreas Cludius                  | deutscher Rechtswissenschaftler                                            | 68    |       |
| 9. September  | Francesco Sforza                 | italienischer Kardinal der Römischen Kirche                                | 61    |       |
| 10. September | Peter Finxius                    | deutscher Mediziner                                                        | 50    |       |
| 11. September | Johann Gottfried von Fürstenberg | Domherr und Präsident des kurmainzischen Rates                             | 45    |       |
| 11. September | Johann von Rohr                  | deutscher Kammerjunker und Hofbeamter                                      | 44    |       |
| 18. September | Pedro Osores de Ulloa            | spanischer Soldat und Gouverneur von Chile                                 |       |       |
| 23. September | Willem Pietersz. Buytewech       | niederländischer Maler, Zeichner und Radierer                              |       |       |
| 24. September | Valentin Echter von Mespelbrunn  | deutscher Reichshofrat, Domherr, Amtmann                                   | 74    |       |
| 28. September | Simón de Rojas                   | spanischer Trinitarier, Ordensgründer und Heiliger der katholischen Kirche | 71    |       |

## Oktober
| Tag         | Name                       | Beruf, bekannt als                                                                              | Alter | Beleg |
| ----------- | -------------------------- | ----------------------------------------------------------------------------------------------- | ----- | ----- |
| 1. Oktober  | Nicolas Brûlart de Sillery | französischer Kanzler und Siegelbewahrer                                                        |       |       |
| 22. Oktober | Aelius Everhardus Vorstius | niederländischer Mediziner und Botaniker                                                        | 59    |       |
| 24. Oktober | Abraham Scultetus          | deutscher Theologe, Professor der Theologie und Hofprediger des Kurfürsten Friedrich V. (Pfalz) | 58    |       |
| 25. Oktober | Denis Largentier           | Zisterzienser und Abt von Clairvaux (1596–1624)                                                 | 67    |       |
| Oktober     | Giovanni Domenico Rognoni  | italienischer Organist, Komponist und Priester                                                  |       |       |
| Oktober     | John Underwood             | englischer Schauspieler                                                                         |       |       |

## November
| Tag          | Name                                      | Beruf, bekannt als                                                                                              | Alter | Beleg |
| ------------ | ----------------------------------------- | --- | ----- | ----- |
| 9. November  | Markantun de Dominis                      | Theologe und Wissenschaftler                                                                                    |       |       |
| 9. November  | Basilius Sattler                          | deutscher evangelischer Theologe, Hochschullehrer, Generalsuperintendent und braunschweigischer Oberhofprediger | 75    |       |
| 10. November | Henry Wriothesley, 3. Earl of Southampton | englischer Adliger und Patron von Shakespeare, Mitgründer der Kolonie Virginia                                  | 51    |       |
| 13. November | Thomas Erpenius                           | niederländischer Orientalist                                                                                    | 40    |       |
| 14. November | Costanzo Antegnati                        | italienischer Orgelbauer, Organist, Komponist und Schriftsteller                                                | 74    |       |
| 17. November | Jakob Böhme                               | Schuhmacher, Mystiker, Naturphilosoph                                                                           |       |       |
| 17. November | Fabrizio Verallo                          | italienischer Kardinal und römisch-katholischer Bischof                                                         |       |       |
| 18. November | Bartholomäus Viatis                       | Nürnberger Kaufmann und Patrizier                                                                               | 86    |       |
| 26. November | Benedikt Carpzov der Ältere               | deutscher Jurist und Professor der Rechtswissenschaften                                                         | 59    |       |

## Dezember
| Tag          | Name                                  | Beruf, bekannt als                                                                         | Alter | Beleg |
| ------------ | ------------------------------------- | ------------------------------------------------------------------------------------------ | ----- | ----- |
| 5. Dezember  | Caspar Bauhin                         | Schweizer Botaniker und Universitätsprofessor                                              | 64    |       |
| 6. Dezember  | Francesco Contarini                   | 95. Doge von Venedig                                                                       |       |       |
| 6. Dezember  | Adam von Dobschütz                    | Ratsältester der Stadt Breslau sowie Landeshauptmann des böhmischen Erbfürstentums Breslau | 66    |       |
| 14. Dezember | Charles Howard, 1. Earl of Nottingham | englischer Staatsmann und Admiral                                                          |       |       |
| 17. Dezember | Dionysios von Zakynthos               | Bischof und Heiliger                                                                       |       |       |
| 28. Dezember | Karl von Österreich                   | Bischof von Brixen, Fürstbischof von Breslau                                               | 34    |       |
| 28. Dezember | Otto Walper                           | deutscher Philologe und Theologe                                                           | 81    |       |

## Datum unbekannt
| Tag      | Name                                | Beruf, bekannt als                                       | Alter | Beleg |
| -------- | ----------------------------------- | -------------------------------------------------------- | ----- | ----- |
|          | Dirck van Baburen                   | holländischer Maler                                      |       |       |
|          | Johann Moritz Bidembach             | deutscher lutherischer Theologe                          |       |       |
|          | William Bird                        | englischer Jurist und Politiker                          |       |       |
|          | Jobst von Bötticher                 | deutscher Politiker und Bürgermeister von Nordhausen     |       |       |
|          | Richard Cocks                       | englischer Kaufmann                                      |       |       |
|          | Bernhard II. von Droste zu Hülshoff | Bürgermeister der Stadt Münster und Gutsbesitzer         |       |       |
|          | Hieronymus Stephan von Elver        | Reichshofrat, kaiserlicher Gesandter und Schriftsteller  |       |       |
|          | Aron Sigfrid Forsius                | finnischer Astronom und Priester                         |       |       |
|          | Giulio Cesare Lagalla               | italienischer Philosoph                                  |       |       |
|          | Paul Reneaulme                      | französischer Arzt und Botaniker                         |       |       |
|          | Jean-Baptiste le Saive der Ältere   | flämischer Barockmaler                                   |       |       |
|          | Sievert Steenbuck                   | norddeutscher Glashüttenbesitzer                         |       |       |
|          | Christoph Trechsler                 | deutscher Instrumentenmacher                             |       |       |
|          | Luis Tristán                        | spanischer Maler                                         |       |       |
|          | Georg Bernhard von Urschenbeck      | österreichischer Adliger und Beamter                     |       |       |
| vor Juni | Caspar Vincentius                   | franko-flämischer Komponist und Organist der Renaissance |       |       |
|          | Michael Walther                     | deutscher Bildhauer des Barock                           |       |       |